# الهيئة العمانية للاعتماد الأكاديمي وضمان جودة التعليم
الهيئة العمانية للاعتماد الأكاديمي وضمان جودة التعليم (اختصارًا OAAAQA) وكانت تعرف سابقًا باسم الهيئة العمانية للاعتماد الأكاديمي (اختصارًا OAAA)، هي هيئة حكومية عمانية مكلفة بتطوير وتحسين قطاع التعليم العالي في السلطنة من خلال عمليات تدقيق الجودة الأكاديمية والاعتمادات المؤسسية والبرامجية. تلعب الهيئة دورًا هامًا في ضمان الجودة الأكاديمية بمختلف مؤسسات التعليم العالي في عمان، بالتعاون مع وزارة التعليم العالي.

## التأسيس
تأسست الهيئة في عام 2001 بموجب مرسوم سلطاني أصدره السلطان قابوس بن سعيد بهدف تحسين مستوى التعليم العالي في السلطنة. رأس مجلس الإدارة الأول الدكتور حامد الذهب. وفي مايو 2010، تم تعديل الهيئة لتصبح الهيئة العمانية للاعتماد الأكاديمي (OAAA)، ولاحقًا تم تغيير الاسم إلى الهيئة العمانية للاعتماد الأكاديمي وضمان جودة التعليم (OAAAQA) لتعكس مسؤولياتها الموسعة في ضمان الجودة.

## المهام والاختصاصات
تعمل الهيئة على تحسين جودة التعليم العالي من خلال مجموعة متنوعة من الأنشطة، أبرزها:
- التدقيق المؤسسي: تقوم الهيئة بتقييم جودة المؤسسات التعليمية من خلال عمليات تدقيق تهدف إلى قياس أداء المؤسسات وقدرتها على تحقيق الأهداف التعليمية والمهنية.
- الاعتماد المؤسسي والبرامجي: تركز الهيئة على منح الاعتماد للمؤسسات الأكاديمية وبرامجها التعليمية بعد التأكد من استيفائها المعايير المحددة.
- وضع المعايير الأكاديمية: بالتعاون مع وزارة التعليم العالي، تضع الهيئة المعايير الأكاديمية التي تعتمد عليها المؤسسات التعليمية في برامجها التعليمية ومخرجاتها.
- التدريب والتطوير المهني: توفر الهيئة فرص تدريبية للمؤسسات التعليمية في مجال ضمان الجودة الأكاديمية.

## التعاون والشراكات
تتمتع الهيئة بعضوية في العديد من المنظمات الدولية والإقليمية المعنية بضمان الجودة في التعليم العالي، بما في ذلك:
- الشبكة العربية لضمان الجودة في التعليم العالي (ANQAHE)، وهي منظمة إقليمية تهدف إلى تعزيز جودة التعليم العالي في المنطقة العربية. تعتبر الهيئة العمانية للاعتماد الأكاديمي وضمان جودة التعليم عضوًا كامل العضوية في هذه الشبكة.
- الشبكة الدولية لوكالات ضمان الجودة في التعليم العالي (INQAAHE)، وهي منظمة عالمية تهدف إلى دعم وكالات ضمان الجودة الأكاديمية على مستوى العالم.

بالإضافة إلى ذلك، تتعاون الهيئة مع شبكة الجودة العمانية في التعليم العالي (OQNHE)، التي تأسست في عام 2006 بهدف تعزيز تبادل الخبرات وأفضل الممارسات بين مؤسسات التعليم ما بعد الثانوي في عمان.

## منهجية التقييم
تستخدم الهيئة العمانية للاعتماد الأكاديمي وضمان جودة التعليم منهجية ADRI (المدخلات، العمليات، المخرجات، التحسينات) لتقييم فعالية المؤسسات التعليمية. تساعد هذه المنهجية على تحليل الأداء المؤسسي بشكل شامل، من خلال دراسة جميع عناصر العملية التعليمية وتحديد نقاط القوة والضعف والعمل على تحسين الأداء بشكل مستمر.

## روابط خارجية
- الموقع الرسمي